# Власов, Илья Леонтьевич
Илья Леонтьевич Власов (3 августа 1901—1988, Москва) — советский военачальник, генерал-майор авиации, начальник штаба ВВС 61-й армии и 3-го бомбардировочного авиационного корпуса.

## Биография
В РККА с 9 мая 1920 года. Член ВКП(б) с 1926 года.
Окончил Военно-воздушную академию в 1936 году и Военную академию Генерального штаба РККА в 1941 году.
15 августа 1941 года полковник Власов был назначен начальником штаба ВВС 51-й отдельной армии. 10 октября 1941 года назначен начальником оперативного отдела штаба ВВС 61-й армии. 1 февраля 1942 года назначен начальником штаба ВВС 61-й армии. Отличился в боях за Москву и «за образцовое выполнение боевых заданий Командования» награждён орденом Красной Звезды.
После расформирования в мае 1942 года штаба ВВС армии назначен начальником штаба 207-й истребительной авиационной дивизии.
В октябре 1942 года назначен начальником штаба 3-го бомбардировочного авиационного корпуса. Руководил формированием и боевой работой штаба корпуса во время проведения Воронежско-Касторненской операции, Курской битвы и «за организацию массовых ударов в период контрнаступления наших войск на Орловско-Курском направлении и проявленные при этом мужество и отвагу» награждён орденом Красного Знамени.
Руководил работой штаба корпуса и организовывал взаимодействие с истребительными частями и наземными войскам во время проведения Черниговско-Припятской, Гомельско-Речицкой, Мозырской и Рогачёвско-Жлобинской операций и «за успешное выполнение боевых заданий командования в Севской, Речицкой, Гомельской и Мозыренской операциях, умелое и мужественное руководство боевыми действиями штаба корпуса и штабов дивизий» награждён вторым орденом Красного Знамени.
Отличился во время проведения Белорусской, Бобруйской и Минской операций и «за умелое обеспечение боевой работы корпуса в Бобруйской операции, самоотверженный труд и проявленное мужество при выполнении заданий Командования» награждён орденом Отечественной войны I степени. 19 августа 1944 года присвоено звание генерал-майора авиации.
Участвовал в разработке планов боевых действий и взаимодействия частей корпуса с наземными войсками и истребителями прикрытия при подготовке к проведению Люблин-Брестской, Висло-Одерской, Варшавско-Познанской, Восточно-Померанской и Берлинской операций и «за умелое обеспечение выполнений боевых задач командования в Берлинской операции, за самоотверженный труд и проявленные при этом доблесть и мужество» награждён орденом Кутузова II степени.
Уволен в отставку в 1954 году.
Похоронен на Кунцевском кладбище города Москва.